# Sociedade dos Camisas Azuis
A Sociedade dos Camisas Azuis (蓝衣 社 em chinês, a seguir designado como SCA), também conhecido como a Sociedade da Prática dos Três Princípios do Povo (三民主义 力 行社 em chinês, a seguir designado como SPTPP), a Sociedade do Incentivo do Espírito (励志 社 em chinês) e a Sociedade da Reconstrução da China (中华 复兴 社, a seguir designado como o SRC), foi uma camarilha secreta no Kuomintang (KMT, ou o Partido Nacionalista Chinês). Sob a direção de Chiang Kai-shek procurou levar o KMT e a própria República da China a seguir a ideologia do fascismo e atuou como uma polícia secreta e força paramilitar.
Embora em sua fase inicial os membros mais importantes da sociedade provinham da Academia Militar de Whampoa, e parte dela constituíram elementos da camarilha do KMT de Whampoa, a sua influência se estendeu nas esferas política e militar, e teve influência sobre a economia e a sociedade da China na década de 1930. A ascensão e queda da Sociedade dos Camisas Azuis foi rápida, mas obscura, e raramente foi mencionada a possibilidade da continuação de suas atividades pelo KMT ou o Partido Comunista da China após o estabelecimento da República Popular da China no continente e a dominação do KMT em Taiwan.